# 観光史学
観光史学（かんこうしがく）とは、主に第二次世界大戦後に地域の歴史において、観光資源として動員することを理由に創作された歴史観。

## 概要
用語としての「観光史学」は福島県会津若松市の郷土史家・宮崎十三八（とみはち）が提唱をした。最も有名な観光史学に「会津の長州への怨念｣が例に挙げられている。一方で神戸大学大学院助教の田中悟によれば、当初宮崎は「怨念｣の存在に否定的で、戦後になって再発見されたもので､戦前･戦中の会津では､長州人と同じ｢勤皇精神｣の持ち主だという思いが大勢を占めていたと指摘されている｡しかし、戦後に｢無垢な敗者｣｢近代日本の被害者｣というアイデンティティーを獲得する過程で､「長州への怨念｣にあらためて司馬遼太郎による｢悲劇の会津｣という司馬史観に観光資源として人々が飛びついた際に発生した。そもそも会津の民は罪に問われず、会津藩体制側についても1928年に会津松平家の節子（勢津子）と秩父宮雍仁の縁組が実現することで当時完全に和合されていた。更に1930年代後半､徳富蘇峰は各地の講演で､｢会津は逆賊などではない｣と強調し､その｢尊王の大精神｣を称揚していた。このように、戦前の会津の評判は｢勤皇精神｣という大東亜戦争中に国民が見習うべき規範という地位を確立し､絶頂期を迎ている｡
戦後に会津若松市の商工観光部長であった宮崎十三八が担当した観光都市化政策のなかで、会津地方の歴史、とりわけ戊辰戦争史を観光資源化する考え方が現れた。宮崎は自身で「私の立場は観光史学であること」と自らのその立場を語っている。これに対し、「長州」・「萩」への和解を阻害する「史料的根拠が薄弱な怨念」や「靄のような怨念」への批判的分析をおこなった畑敬之助、戦後会津において、なお「旧態依然たる怨念史観」の延長線上で戊辰戦争史を観光資源化することへの反発を持つ牧野登のような宮崎「観光史学」への批判的捉え方がある。
これらをふまえ、田中はその研究論文で、これらの議論を含め〈戦後会津における「観光史学」〉として定義付けている。この田中論文では近代社会の「アイデンティティの危機」、とりわけ敗者のこの問題を、戦後会津の「怨念史観」・「観光史学」を題材にまとめながら近代の戦争で非業の死を遂げた死者に対する忘却を問題として提起し、しかもそれは会津という一地方の問題には留まらず現代日本の到達した境地そのものであるとする。

## 会津の観光史学の形成と影響

#### 白河以北一山百文
会津戦争当時には庶民がとくに会津藩士に味方したわけではなく、会津領民の反乱の状況は会津世直し一揆に遭遇したウィリアム・ウィリスらが記述している。しかし明治維新以降、松方デフレ、野蒜築港などで東北開発に失敗し、西南戦争のころには「白河以北一山百文」に代表される西南日本からの差別感情が醸成され、東北地方において、庶民レベルにも薩長新政府に対する怨恨の感情が普及した。

#### 雪冤勤皇期
それでも皇国思想は会津でも高まりをみせ、会津を賊軍ではないとする雪冤運動から始まり、旧会津藩士からなる『七年史』『京都守護職始末』等の出版による会津からの意見陳述がなされた。昭和期にジャーナリストの徳富蘇峰やその秘書で会津出身である早川喜代治等による「会津藩は朝敵にあらず」といった戦意昂揚的なプロパガンダなどにも絡んできた。その中で、大正年間より白虎隊終焉の土地である飯盛山を観光施設として喧伝しようとした動きが、「観光客を目的とした歴史の利用」の先鞭を告げる。当時より飯盛山の観光化に対しては批判があり、東京朝日新聞の杉村楚人冠は墓地整備の観光化に関して「この旧形破壊は何事だ。ムソリニがそれほどえらいのか」と批判している。これに対して、元白虎隊士でもあった山川健次郎は「一はもつて英霊を慰め一はもつて教育資料とするに便ならすむるためには、変更は止むを得ざる」と反論している。

#### 「軍都」会津若松の時代
1908年（明治41年）以来、会津若松にも陸軍連隊が置かれ、軍都としての顔を持つようになった。そして戦前の国威発揚の一環として、会津武士道が注目されるようになり、実際に白虎隊精神がファシズムや軍国主義に利用された。1928年（昭和3年）にベニート・ムッソリーニが白虎隊の精神に感心して元老院とローマ市民の名で寄贈したという古代ローマ時代のポンペイから発掘された宮殿の石柱による記念碑や、1935年（昭和10年）に駐日ドイツ大使館員のハッソー・フォン・エッツドルフが飯盛山を訪れた時に、白虎隊の少年たちの心に深い感銘を受けて個人的に寄贈した記念碑がある。
また、戦時中には保科正之がブームになった時期もあったが、会津関連著作の多い中村彰彦は「明治以降殆ど闇に埋もれてしまった」と述べている。

#### 「観光史学」の形成期
直接的な第二次大戦の戦争被害を受けなかった会津若松市では、戦後に「軍国主義的である」という理由で上記のような運動が顧みられなくなり、会津若松から出征したはずのこの近代戦における戦死者さえも遺族を除けば大方は忘却されるに至った。これが、以降の戦後会津の観光都市化政策において、近代戦の戦死者ではなく戊辰戦争の戦死者の、いわば現代への召還という状況を後々に生み出すことになる。すなわち、地方史の視点で明治維新を再検証する姿勢が出てくるようになり、これに戦後復興からくる観光ブームから、白虎隊が観光資源として扱われるようになった。これより、会津は観光資源が「会津の自然」より「会津の歴史」にシフトされるようになる。
会津若松市の商工観光部長であった宮崎十三八が、会津若松のスポークスマンとなってから観光と歴史のセッティングが始まる。宮崎は日本の敗戦により皇国史観の鎖が断ち切られた事で「それまで自分たちが（痛み）に耐えつつ無実を訴えつづけてきた壁が、一夜にして取り払われた」と主張し、次々に会津より作品を発表し始める。宮崎自身は「幕末だけでなく、上杉、加藤、保科と、鶴ヶ城をめぐる各時代の“時代劇散歩”をおいかけてゆきたい」と語り、歴史のロマンを語る、即ち「歴史」としてのロマンと地域の観光も含む「観光歴史」を語るようになる。
1957年には戊辰戦役90年祭として会津まつりが行われるようになり、宮崎が企画を担当し白虎隊のパレードを実施。この祭りは大成功に終わり、当時再建が始まった鶴ヶ城天守と白虎隊を全面に押し出した観光都市会津が確立する。
宮崎の「観光史学」には、美しい郷土の自然と歴史ロマンを訪ねる、この「歴史散歩」的世界観が特徴となっていたが、それは当時の観光都市政策と合致したものであった。その一方では、戊辰戦争や近代戦争における戦死者の非業の死やその不条理とも離れた「死者不在」の、そして敗戦前には強く求められていた国家との関わりのない、つまり「ネイション不在」の側面を合わせ持っていた。

#### 司馬遼太郎らの歴史小説と報道の影響
宮崎は怨恨の存在については否定的であった。しかし、戊辰後100年祭を迎える1967年を契機に、歴史的和解のために萩市の青年会議所からの和解・友好関係の勧誘を会津若松市の青年会議所が拒絶、当時は特に話題にならなかったものの司馬遼太郎がこの一件で会津人を称賛した。宮崎は「ライバル都市宣言」でもすればいいとコメントする程度であったが、とりわけ、戦後の「会津の語り」を規定したとされる司馬遼太郎作品が、旧長州藩（萩市）との和解をしづらくしたという見方があり、当初「宮崎の歴史散歩的世界観」に特徴付けられていた怨念の源流の忘却をむしろ前提として、司馬遼太郎・早乙女貢・綱淵謙錠・中村彰彦らの「会津もの」小説が新たな怨念の源泉を提供したとされる。
テレビでは、日本テレビの歳末時代劇ドラマ「白虎隊」（1986年）が話題となり、翌年の会津観光客は30パーセント増という数字を出した。会津雪冤のために孝明天皇の宸翰を西郷頼母が鶴ヶ城を抜け函館に赴くという筋などについて、あまりの反響の大きさに資料協力の宮崎が史実ではなく作者の創作であると弁明に努める程であった。
これらの長州・萩市への和解への拒絶反応の背景には、当初宮崎が置き去りにしていた戊辰戦争における会津の長州に対する怨念があった。すなわちその怨念とは、戊辰戦争後に長州藩を含む明治新政府軍が鶴ヶ城下に残った2000人以上に上る会津藩士、商人、農民の死体の埋葬を禁じ、放置された藩士や女性、子供の死体は腐敗して、烏の餌になったとされる逸話や、戊辰戦争後も山縣有朋ら長州閥によって会津の人達が様々な部分で冷遇されたことがその原因とされている。会津若松市民の中には、賊軍という理由だけで埋葬を禁じた蛮行についての謝罪が一切ないことに対して、未だ許せないと考える人もいる。
しかし、会津藩戦死者に対する埋葬禁止の話の根拠とされる「明治戊辰戦役殉難之霊奉祀の由来」に記されている官命では、彼我の戦死者、つまり会津側と新政府側、双方の戦死者に対する一切の処置を禁止する内容となっており、会津藩の死者の埋葬のみを禁じたものではなく、死体からの金品剥ぎ取りを防ぐための一時的処置と考えられる。また戊辰戦争後に会津の民政を任され、遺体埋葬も担当した会津民政局に長州藩関係者は全くいない。
このほか、最大の城下町でありながら県庁所在地になれず、国立大学がない、鉄道敷設が遅かったという点もあった。

#### 戊辰戦争120年
20年後の「会津戊辰戦争120年祭」にあたる1987年に再度の萩市側からの和解の申入れが行われた際には、会津若松市長の応諾の意図を覆すほどの市民の反対意見が噴出した。これは、場を取り持つことに腐心した宮崎自身も当惑する事態であった。
「怨念」の存在を否定していた宮崎も、1987年の騒動後は認めるほかなく、宮崎自身も肯定的に受け止めざるを得なかった。こうして、宮崎の提唱した「観光史学」は「歴史散歩」と「怨念史観」という矛盾した2側面を持つようになり、それが彼自身の苦悶の末に「観光史学」の否定的脱却による、郷土会津の「古寺巡行」へと変容させたという。
宮崎は怨念の源流として、靖国神社に奥羽越列藩同盟兵士が祀られていないことに行き当たった。ただし、「まあ、しかしこんな神社に祀られないほうが白虎隊の純粋さが失われなくてよいのかもしれない。」と述べている。

#### その後
2013年、NHK大河ドラマ『八重の桜』が放送された。このドラマでは戊辰戦争が会津側から描かれており長州は悪役である。埋葬禁止説の否定研究なども知られるようになったが、2018年の維新150年を経ても解消には至っていない。
会津若松市の観光都市化政策は、和解への問題とされる「怨念史観」と戊辰戦争から離れ、当初宮崎の求めた「歴史散歩」「仏都会津」の観光史学に回帰していると指摘される。一方で、死者への忘却ではなく真摯な向き合いを求めたこの宮崎の晩年の方向性は、宮崎が辿り着いた二人称たる戦死者への向き合いを通じて自らの共同意識を持つ — 一人称複数の共同体構築への想いが受け継がれずに放棄されていると指摘されている。

## 会津以外での遺恨問題

#### 明治維新150年
2011年、東日本大震災と福島第一原発事故が発生し「東北論」が流行、明治維新近代化と東北の矛盾が注目される流れが生じた。さらに2012年、長州出身の安倍晋三による第二次安倍政権が成立し、明治維新150周年が迫る中で遺恨が再注目された。なお安倍は第一次安倍政権時代に会津を訪問したさい謝罪の言葉を述べたこともある。森友学園問題では、渦中の人となった佐川宣寿元国税庁長官がいわき市出身だったことから戊辰戦争の再来であるとも称された。
2018年の維新150周年には美化の動きを警戒してか近代史見直しの動きが強まり、会津に留まらず近代日本史自体において反薩長史観がブームになった。
また「維新」を名乗る政党（日本維新の会、おおさか維新の会）が存在することからそれに対する反発もあり、2019年にれいわ新選組なる政党を結党した党首の山本太郎は「維新」に関する皮肉を述べた。

#### 相対的な薩摩のイメージ向上
長州に対して相対的な薩摩のイメージ向上も起きた。先祖に庄内藩士と会津藩士がいる内田樹は、埋葬禁止説を前提として「庄内人たちは西郷隆盛が大好きです。庄内藩は戊辰戦争で最後まで官軍に抵抗して、力戦しました。そして、西郷の率いる薩摩兵の前に降伏した。けれども、西郷は敗軍の人たちを非常に丁重に扱った。死者を弔い、経済的な支援をした。一方、長州藩に屈服した会津藩では全く事情が違います。長州の兵はところが、会津の敗軍の人々を供養しなかった。事実、死者の埋葬さえ許さず、長い間、さらしものにしていた。」と述べている。また賞罰的原発立地説を唱え、鹿児島に川内原子力発電所があるのも西南戦争で逆らったためであるという独自の説を唱えている。
NHK大河ドラマでは長州吉田松陰の妹を描いた『花燃ゆ』（2015年）が不評に終わり、維新150周年の2018年の大河ドラマは薩摩西郷隆盛が主人公の『西郷どん』だった。